# Russisch Armenië
Russisch Armenië (Armeens: Ռուսական Հայաստան; Russisch: Армения в составе Российской империи) is de benaming voor Armenië tussen 1829 en 1918. Het ontstond toen Oost-Armenië een onderdeel werd van het Russische Rijk na de verovering hiervan bij de Tweede Russisch-Iraanse oorlog bij het verdrag van Torkaman. Deze periode werd gekenmerkt door een versteviging van de Russische positie in Transkaukasië en door moderniseringen en stabiliteit. In 1918 werd het onderdeel van de kortstondige  Armenië, die na de Turks-Armeense Oorlog in 1922 gedeeltelijk onderdeel werd van Turkije en gedeeltelijk onderdeel van de Sovjet-Unie.
- 1829-1840 - Oblast Armenië
- 1840-1845 - Gouvernement Georgië-Imeretië
- 1846-1849 - Gouvernement Tiflis
- 1849 - 1917 - Gouvernement Jerevan